# Francisco Hernández Blasco

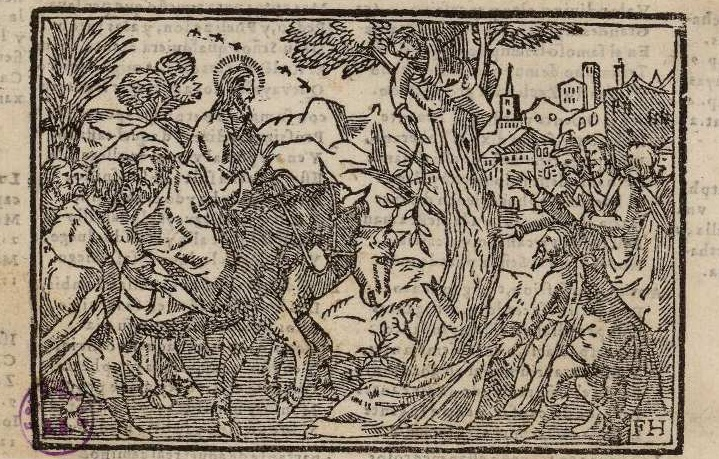
La entrada de Jesús en Jerusalén, grabado calcográfico de la Universal redención, hacia 1587. Biblioteca Nacional de España.

Francisco Hernández Blasco (Sonseca, ft. 1584-1598) fue un presbítero, escritor y grabador calcográfico español, autor de un poema épico de asunto evangélico titulado Universal redención.
Natural de Sonseca en la jurisdicción de la imperial ciudad de Toledo, según hacía constar en la portada de su más conocida obra, en 1584 publicó en Alcalá de Henares, en casa de Juan de Gracián, Universal redempción passión, muerte, y resurrection de nuestro redemptor y salvador IesuChristo, y angustias de su Sanctísima Madre, según los cuatro evangelios, con muy devotas contemplaciones, extenso poema épico en estancias que iba a gozar de notable éxito y varias ediciones.
Para la segunda y posteriores ediciones el autor dibujó y abrió personalmente algunas láminas calcográficas firmadas con sus iniciales, con objeto de diferenciar las ediciones fraudulentas de las legítimas, impresas con licencia y aprobadas por el autor, según explicaba en el prólogo al lector de la edición impresa en 1589 en Toledo, por Pedro Rodríguez:

que qu[ien] adquiera impressión en la qual no se hallaren estas estampas, dibuxadas y cortadas de mi propria mano, y con mi rúbrica en cada una de las estampas e historias, que es. F. H. según en la segunda impressión se contiene: digo que las tales impressiones son falsas, hurtadas, contra el privilegio de su Magestad. Y por el contrario, la impressión o impressiones que estuvieren adornadas con estas historias de passión susodichas, proprias y verdaderas, y las que yo adelante, Dios queriendo, añadiré […] que serán las tales impressiones válidas y verdaderas.

Firmadas algunas de ellas en 1587, la edición toledana de 1598 se ilustraba con cincuenta y seis estampas, si bien muchas de ellas repetidas.